# WCW World Tag Team Championship
Het WCW World Tag Team Championship was een professioneel worstelkampioenschap voor tag teams dat georganiseerd werd door World Championship Wrestling (WCW). Het was de originele wereld-tag team-titel van WCW en bleef actief totdat het verenigd was met het WWF Tag Team Championship, een wereld-tag team-titel van World Wrestling Federation (WWF).

## Geschiedenis
Het WCW Tag Team Championship was origineel bekend als het NWA World Tag Team Championship van Mid-Atlantic Championship Wrestling gerund door Jim Crockett Promotions. De introductie van de titel in 1975, de Minnesota Wrecking Crew bekwam op 29 januari 1975 de inaugurele kampioenen. In 1991 werd de titel van naam veranderd in het WCW World Tag Team Championship wanneer Ted Turner de Jim Crockett Promotions inkocht en bekwam de World Championship Wrestling. Ondanks dat de naam van de titel Mid-Atlantic Championship Wrestling, de National Wrestling Alliance (NWA) erkende hun kampioenen tot 1992 niet wanneer Terry Gordy en Steve Williams een toernooi wonnen voor de titel. Als resultaat dat Gordy en Williams de WCW World Tag Team Champions waren wanneer beiden officieel de inaugurele NWA World Tag Team Champions bekwamen en beide titels samen waren verdedigd tot de WCW in september 1993 de NWA verliet. Op 17 januari 2008 nam de NWA hun erkenning terug van elke WCW World Tag Team Champion, die in 1995 hun titels waren gevormd, officieel gelinkt waren naar het NWA World Tag Team Championship.
De World Wrestling Federation kocht in maart 2001 de WCW in. Kort daarna vond de "The Invasion" plaats, waar uiteindelijk de WCW/ECW Alliance werd ontmanteld. Tijdens deze tijd, de titel was verwezen als het WCW Tag Team Championship. Op SummerSlam 2001 was de titel in een Steel Cage match verenigd met het WWF Tag Team Championship wanneer de toenmalige huidige WCW Tag Team Champions Kane en The Undertaker (Brothers of Destruction) Chris Kanyon en Diamond Dallas Page versloegen voor de WWF Tag Team titels. De titels waren alleen tijdelijk verenigd, als Kane en The Undertaker eerst, in Monday Night Raw op 17 september 2001, de WWF Tag Team titels verloren aan Dudley Boyz, gevolgd door het verlies van de WCW Tag Team titels aan Booker T en Test in de SmackDown aflevering op 25 september 2001. Op Survivor Series 2001 versloegen de toenmalige huidige WCW Tag Team Champions, Dudley Boyz, de toenmalige huidige WWF Tag Team Champions, Hardy Boyz, om de WCW en WWF Tag Team Championships te verenigen. De verenigde titels was dan opgeborgen en de WWE (vroeger WWF) erkende de Dudley Boyz officieel als de laatste WCW Tag Team Champions.

## Statistieken
| Record                     | Recordhouder                              | Record in cijfers | Aantekeningen     |
| -------------------------- | ----------------------------------------- | ----------------- | ----------------- |
| Meest aantal keer gewonnen | Harlem Heat (Booker T en Stevie Ray)      | 10                | (als team)        |
| Meest aantal keer gewonnen | Booker T                                  | 11                | (als individueel) |
| Langste periode            | Doom (Butch Reed en Ron Simmons)          | 282 dagen         |                   |
| Kortste periode            | Misfits In Action (Cpl.Cajun en Lt. Loco) | <30 minuten       |                   |